# Präsidentschafts- und Parlamentswahl in Peru 2001
Die Präsidentschafts- und Parlamentswahl in Peru 2001 fand am 8. April statt. Die Stichwahl der Präsidentenwahl wurde am 3. Juni durchgeführt.
Bei ihr wurden der Staatspräsident und die Mitglieder des Kongress gewählt.

## Ergebnis

### Präsidentschaftswahl
| Kandidaten                               | Parteien                                 | 1. Wahlgang | 1. Wahlgang | 2. Wahlgang | 2. Wahlgang |
| Kandidaten                               | Parteien                                 | Stimmen     | %           | Stimmen     | %           |
| ---------------------------------------- | ---------------------------------------- | ----------- | ----------- | ----------- | ----------- |
| Alejandro Toledo                         | Perú Posible                             | 3.871.167   | 36,5        | 5.548.556   | 53,1        |
| Alan García                              | Alianza Popular Revolucionaria Americana | 2.732.857   | 25,8        | 4.904.929   | 46,9        |
| Lourdes Flores                           | Unidad Nacional (PPC – PSN – RN – CR)    | 2.576.653   | 24,3        |             |             |
| Fernando Olivera                         | Frente Independiente Moralizador         | 1.044.207   | 9,8         |             |             |
| Carlos Boloña                            | Solución Popular                         | 179.243     | 1,7         |             |             |
| Ciro Gálvez                              | Renacimiento Andino                      | 85.436      | 0,8         |             |             |
| Marco Arrunategui                        | Proyecto País                            | 79.077      | 0,7         |             |             |
| Ricardo Noriega                          | Todos por la Victoria                    | 33.080      | 0,3         |             |             |
| Gesamt                                   | Gesamt                                   | 10.601.720  | 100         | 10.453.485  | 100         |
|                                          |                                          |             |             |             |             |
| Ungültige Stimmen                        | Ungültige Stimmen                        | 1.662.629   | 13,6        | 1.675.484   | 13,8        |
| Wähler                                   | Wähler                                   | 12.264.349  | 82,3        | 12.128.969  | 81,4        |
| Wahlberechtigte                          | Wahlberechtigte                          | 14.906.233  |             | 14.906.233  |             |
|                                          |                                          |             |             |             |             |
| Quellen: ONPE, 1. Wahlgang – 2. Wahlgang |                                          |             |             |             |             |

### Parlamentswahl
| Listen                                   | Stimmen    | %    | Mandate |
| ---------------------------------------- | ---------- | ---- | ------- |
| Perú Posible                             | 2.477.624  | 26,3 | 45      |
| Alianza Popular Revolucionaria Americana | 1.857.416  | 19,7 | 28      |
| Unidad Nacional (PPC – PSN – RN – CR)    | 1.304.037  | 13,8 | 17      |
| Frente Independiente Moralizador         | 1.034.672  | 11,0 | 11      |
| Somos Perú                               | 544.193    | 5,8  | 4       |
| Cambio 90 – Nueva Mayoría                | 452.696    | 4,8  | 3       |
| Acción Popular                           | 393.433    | 4,2  | 3       |
| Unión por el Perú                        | 390.236    | 4,1  | 6       |
| Solución Popular                         | 336.680    | 3,6  | 1       |
| Todos por la Victoria                    | 191.179    | 2,0  | 1       |
| Frente Popular Agrícola del Perú         | 156.264    | 1,7  | –       |
| Proyecto País                            | 155.572    | 1,7  | –       |
| Renacimiento Andino                      | 127.707    | 1,4  | 1       |
| Gesamt                                   | 9.421.709  | 100  | 120     |
|                                          |            |      |         |
| Ungültige Stimmen                        | 2.565.932  | 21,4 |         |
| Wähler                                   | 11.987.641 | 80,4 |         |
| Wahlberechtigte                          | 14.906.233 |      |         |
|                                          |            |      |         |
| Quelle: ONPE                             |            |      |         |